# Down in It
《Down In It》(halo 1으로 불리기도 한다)은 나인 인치 네일스의 데뷔 싱글 음반이다. 두곡의 리믹스 버전을 포함하여 싱글로발표하였다 같은 해 10월 발매된 첫 번째 정규 앨범 《Pretty Hate Machine》에도 수록되었다.

## 음악
"Down In It"은 트렌트 레즈너가 최초로 쓴 곡이다.

## 싱글
"Down In It"은 공식적으로 발매된 최초의 나인 인치 네일스의 음반이며 Pretty Hate Machine에서 커트된 첫 싱글이다. 처음에는 LP레코드판으로만 발매되었으나 Pretty Hate Machine의 성공 이후 CD로 재발매되었다

## 수록곡
1. Down in It (Skin)
2. Down in It (Shred)
3. Down in It (Singe)

## 뮤직비디오
“Down In It”의 뮤직비디오는 오하이오 주에 위치한 한 창고에서 촬영되었으며 Hans Zimmerman과 Benjamin Stokes가 감독을 맡아. 1989년 10월에 공개되었다.